# ديفيد بي هوتون
ديفيد بي هوتون (بالإنجليزية: David P. Houghton)‏ هو عالم سياسة أمريكي، ولد في 21 نوفمبر 1966 في إنجلترا في المملكة المتحدة.